# بوهوتین (ناحیه پریبرام)
بوهوتین (به چکی: Bohutín) یک منطقهٔ مسکونی در جمهوری چک است که در ناحیه پریبرام واقع شده‌است.